# ارحب (الصومعة)

تعديل مصدري - تعديل

ارحب هي إحدى قرى عزلة ال سعيد بمديرية الصومعة التابعة لمحافظة البيضاء، بلغ تعداد سكانها 51 نسمة حسب تعداد اليمن لعام 2004.